# دوبروخنا
دوبروخنا (به لهستانی:  Dobruchna) یک منطقهٔ مسکونی در لهستان است که در گمینا واشنگوو واقع شده‌است. دوبروخنا ۲۵۰ نفر جمعیت دارد.